# Campeonato Brasileiro de Futebol de 2002
O Campeonato Brasileiro de Futebol de 2002, ou Troféu Visa Electron por motivos de patrocínio, foi a 47.ª edição do Campeonato Brasileiro e, também, a última disputada antes da adoção do sistema de pontos corridos, ou seja, a última com o conceito de partida final. O campeão foi o Santos, que conquistou seu sétimo título de campeão brasileiro, após vitórias por 2 a 0 e 3 a 2 sobre um de seus rivais, o Corinthians.
O time de jovens jogadores do Santos classificou-se em oitavo lugar na primeira fase (bastavam vitórias de Grêmio, Fluminense e Coritiba contra Atlético Mineiro, Ponte Preta e o já rebaixado Gama, respectivamente, na última rodada, para que o Santos ficasse de fora, mas o clube do Distrito Federal surpreendeu, vencendo o Coritiba por 4 a 0) e acabou como campeão, após grandes vitórias contra o São Paulo, o melhor da primeira fase, o Grêmio e o Corinthians.
Um dos jogadores santistas de destaque foi o atacante Robinho, autor da jogada apelidada de "pedalada" (conduziu a bola passando os pés sobre ela alternadamente, antes de sofrer o pênalti que abriu o placar, convertido pelo próprio Robinho), realizada no segundo jogo da final sobre o lateral-direito Rogério, do Corinthians, e que marcou para sempre aquela partida.
À ocasião da conquista, o Santos era intitulado de campeão inédito, pois ainda não havia sido campeão nacional após os anos 60. Em 2010, com a unificação da Taça Brasil (1959 a 1968)  e Roberto Gomes Pedrosa (1967 a 1970) aos Brasileiros a partir de 1971, o Brasileirão de 2002 tornou-se o sétimo da equipe praiana.
As quatro equipes rebaixadas à segunda divisão de 2003 foram definidas nas últimas rodadas da fase de classificação. A primeira foi o Gama, que caiu na penúltima rodada após ser derrotada pelo Atlético Mineiro por 6 a 4 em Belo Horizonte. Em seguida, a Portuguesa foi rebaixada, na 25ª rodada, ao ser derrotada em pleno Estádio Vail Chaves pelo Bahia por 4 a 2. O mesmo aconteceu com o Palmeiras, um dos clubes mais vitoriosos e tradicionais do futebol brasileiro, que sofreu o rebaixamento inédito em sua história, ao ser derrotado pelo Vitória, por 4 a 3, fora de casa. O lanterna e também rebaixado para a Série B foi outro clube de grande tradição e história rica em títulos: o Botafogo, ao ser derrotado em casa pelo São Paulo por 1 a 0.

## Equipes participantes

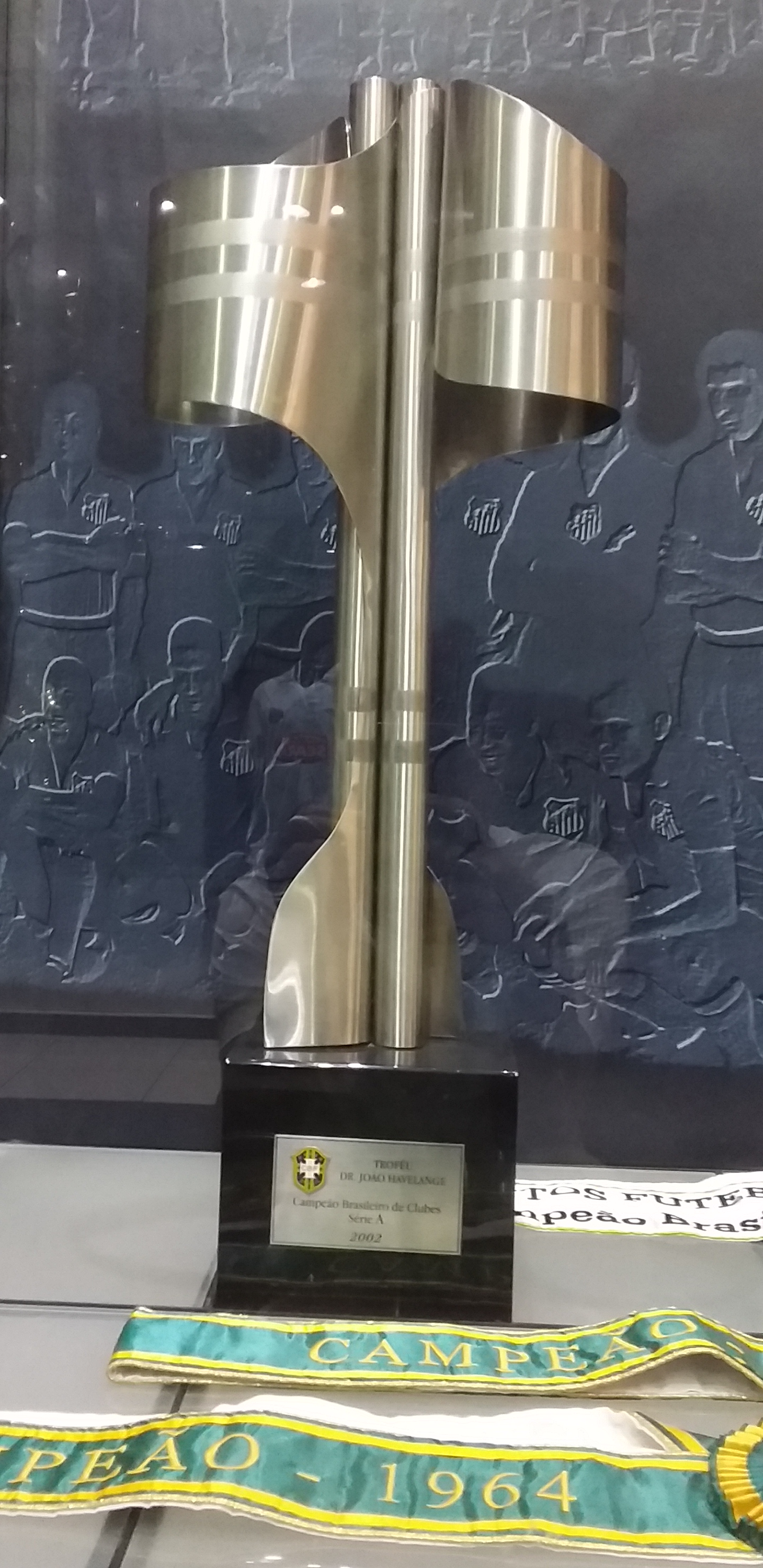
Troféu do Campeonato Brasileiro de 2002 dado ao campeão do torneio.

| Equipe              | Cidade             | Estado | Em 2001      | Estádio             | Títulos                                        |
| ------------------- | ------------------ | ------ | ------------ | ------------------- | ---------------------------------------------- |
| Atlético Mineiro    | Belo Horizonte     | MG     | 4º           | Mineirão            | 1937, 1971                                     |
| Atlético Paranaense | Curitiba           | PR     | Campeão      | Arena da Baixada    | 2001                                           |
| Bahia               | Salvador           | BA     | 8º           | Fonte Nova          | 1959, 1988                                     |
| Botafogo            | Rio de Janeiro     | RJ     | 23º          | Maracanã            | 1968, 1995                                     |
| Corinthians         | São Paulo          | SP     | 18º          | Pacaembu            | 1990, 1998, 1999                               |
| Coritiba            | Curitiba           | PR     | 17º          | Couto Pereira       | 1985                                           |
| Cruzeiro            | Belo Horizonte     | MG     | 21º          | Mineirão            | 1966                                           |
| Figueirense         | Florianópolis      | SC     | 2º (Série B) | Orlando Scarpelli   | não possui                                     |
| Flamengo            | Rio de Janeiro     | RJ     | 24º          | Maracanã            | 1980, 1982, 1983, 1992                         |
| Fluminense          | Rio de Janeiro     | RJ     | 3º           | Maracanã            | 1970, 1984                                     |
| Gama                | Gama               | DF     | 20º          | Bezerrão            | não possui                                     |
| Goiás               | Goiânia            | GO     | 10º          | Serra Dourada       | não possui                                     |
| Grêmio              | Porto Alegre       | RS     | 5º           | Olímpico            | 1981, 1996                                     |
| Guarani             | Campinas           | SP     | 19º          | Brinco de Ouro      | 1978                                           |
| Internacional       | Porto Alegre       | RS     | 9º           | Beira-Rio           | 1975, 1976, 1979                               |
| Juventude           | Caxias do Sul      | RS     | 22º          | Alfredo Jaconi      | não possui                                     |
| Palmeiras           | São Paulo          | SP     | 12º          | Palestra Itália     | 1960, 1967, 1967, 1969, 1972, 1973, 1993, 1994 |
| Paraná              | Curitiba           | PR     | 14º          | Durival Britto      | não possui                                     |
| Paysandu            | Belém              | PA     | 1º (Série B) | Mangueirão          | não possui                                     |
| Ponte Preta         | Campinas           | SP     | 6º           | Moisés Lucarelli    | não possui                                     |
| Portuguesa          | São Paulo          | SP     | 13º          | Canindé             | não possui                                     |
| Santos              | Santos             | SP     | 15º          | Vila Belmiro        | 1961, 1962, 1963, 1964, 1965, 1968             |
| São Caetano         | São Caetano do Sul | SP     | 2º           | Anacleto Campanella | não possui                                     |
| São Paulo           | São Paulo          | SP     | 7º           | Morumbi             | 1977, 1986, 1991                               |
| Vasco da Gama       | Rio de Janeiro     | RJ     | 11º          | São Januário        | 1974, 1989, 1997, 2000                         |
| Vitória             | Salvador           | BA     | 16º          | Barradão            | não possui                                     |

## Fórmula de disputa
Primeira fase: 26 clubes jogando todos contra todos em turno único. Classificam-se para a próxima fase os 8 primeiros colocados.
Fase final (com quartas de final, semifinais e final): sistema eliminatório, com confrontos em ida e volta, tendo o mando de campo do segundo jogo e a vantagem do duplo empate o clube com melhor campanha.

## Primeira fase
| Pos. | Equipes             | P  | J  | V  | E | D  | GP | GC | SG  | %  | Classificação ou rebaixamento     |
| ---- | ------------------- | -- | -- | -- | - | -- | -- | -- | --- | -- | --------------------------------- |
| 1    | São Paulo           | 52 | 25 | 16 | 4 | 5  | 57 | 35 | +22 | 69 | Classificados às quartas-de-final |
| 2    | São Caetano         | 47 | 25 | 14 | 5 | 6  | 42 | 28 | +14 | 62 | Classificados às quartas-de-final |
| 3    | Corinthians         | 43 | 25 | 12 | 7 | 6  | 37 | 35 | +2  | 57 | Classificados às quartas-de-final |
| 4    | Juventude           | 41 | 25 | 12 | 5 | 8  | 34 | 30 | +4  | 54 | Classificados às quartas-de-final |
| 5    | Grêmio              | 41 | 25 | 11 | 8 | 6  | 39 | 29 | +10 | 54 | Classificados às quartas-de-final |
| 6    | Atlético Mineiro    | 40 | 25 | 12 | 4 | 9  | 49 | 43 | +6  | 53 | Classificados às quartas-de-final |
| 7    | Fluminense          | 40 | 25 | 12 | 4 | 9  | 43 | 46 | –3  | 53 | Classificados às quartas-de-final |
| 8    | Santos              | 39 | 25 | 11 | 6 | 8  | 46 | 36 | +10 | 52 | Classificados às quartas-de-final |
| 9    | Cruzeiro            | 39 | 25 | 11 | 6 | 8  | 40 | 39 | +1  | 52 |                                   |
| 10   | Vitória             | 37 | 25 | 11 | 4 | 10 | 46 | 42 | +4  | 49 |                                   |
| 11   | Coritiba            | 36 | 25 | 11 | 3 | 11 | 34 | 34 | 0   | 48 |                                   |
| 12   | Goiás               | 36 | 25 | 10 | 6 | 9  | 42 | 39 | +3  | 48 |                                   |
| 13   | Ponte Preta         | 34 | 25 | 10 | 4 | 11 | 35 | 34 | +1  | 45 |                                   |
| 14   | Atlético Paranaense | 34 | 25 | 9  | 7 | 9  | 39 | 33 | +6  | 45 |                                   |
| 15   | Vasco da Gama       | 33 | 25 | 10 | 3 | 12 | 37 | 38 | –1  | 44 |                                   |
| 16   | Guarani             | 33 | 25 | 9  | 6 | 10 | 32 | 35 | –3  | 44 |                                   |
| 17   | Figueirense         | 31 | 25 | 9  | 4 | 12 | 34 | 43 | –9  | 41 |                                   |
| 18   | Flamengo            | 30 | 25 | 8  | 6 | 11 | 38 | 39 | –1  | 40 |                                   |
| 19   | Bahia               | 30 | 25 | 8  | 6 | 11 | 35 | 37 | –2  | 40 |                                   |
| 20   | Paysandu            | 29 | 25 | 9  | 2 | 14 | 35 | 46 | –11 | 38 |                                   |
| 21   | Internacional       | 29 | 25 | 7  | 8 | 10 | 36 | 37 | –1  | 38 |                                   |
| 22   | Paraná              | 28 | 25 | 8  | 4 | 13 | 37 | 42 | –5  | 37 |                                   |
| 23   | Portuguesa          | 27 | 25 | 7  | 6 | 12 | 26 | 40 | –14 | 36 | Rebaixados à Série B de 2003      |
| 24   | Palmeiras           | 27 | 25 | 6  | 9 | 10 | 37 | 46 | –9  | 36 | Rebaixados à Série B de 2003      |
| 25   | Gama                | 25 | 25 | 7  | 4 | 14 | 30 | 39 | –9  | 33 | Rebaixados à Série B de 2003      |
| 26   | Botafogo            | 25 | 25 | 6  | 7 | 12 | 24 | 39 | –15 | 33 | Rebaixados à Série B de 2003      |

## Confrontos
|     | ATM | ATP | BAH | BOT | COR | CTB | CRU | FIG | FLA | FLU | GAM | GOI | GRE | GUA | INT | JUV | PAL | PAR | PAY | PON | POR | SAN | SCA | SPA | VAS | VIT |
| --- | --- | --- | --- | --- | --- | --- | --- | --- | --- | --- | --- | --- | --- | --- | --- | --- | --- | --- | --- | --- | --- | --- | --- | --- | --- | --- |
| ATM | -   | -   | -   | -   | 1-2 | 3-1 | -   | 0-2 | 0-3 | 1-1 | 6-4 | -   | -   | -   | 3-2 | -   | -   | 4-1 | -   | 2-0 | 0-0 | -   | 2-1 | -   | -   | 2-1 |
| ATP | 2-2 | -   | 4-0 | 2-0 | -   | 1-0 | -   | -   | -   | -   | 1-3 | -   | -   | -   | 2-3 | 4-0 | 1-0 | -   | 2-1 | 0-1 | -   | -   | 0-1 | 1-1 | 2-1 | -   |
| BAH | 5-3 | -   | -   | 1-2 | 0-0 | 1-2 | -   | 1-2 | -   | -   | 1-0 | -   | 1-1 | –   | -   | -   | -   | 3-2 | -   | 2-1 | -   | 1-1 | -   | 2-0 | 4-2 | -   |
| BOT | 1-1 | -   | -   | -   | 2-1 | 0-2 | -   | -   | -   | 2-3 | 1-0 | -   | -   | -   | 2-2 | 0-4 | -   | -   | 1-0 | 2-1 | -   | -   | 1-1 | 0-1 | 1-1 | 1-4 |
| COR | -   | 0-3 | -   | -   | -   | -   | 1-1 | 2-2 | -   | 0-2 | -   | 3-0 | -   | -   | 3-2 | -   | 2-2 | 2-1 | -   | 1-0 | 5-2 | 2-4 | -   | -   | 1-1 | 2-1 |
| CTB | -   | -   | -   | -   | 1-2 | -   | 3-1 | 1-2 | 2-1 | 2-0 | -   | 3-1 | 0-0 | 0-1 | -   | -   | -   | -   | 1-0 | 2-1 | -   | -   | 1-1 | -   | 1-1 | 1-0 |
| CRU | 1-2 | 4-1 | 2-1 | 0-0 | -   | -   | -   | -   | -   | -   | -   | 2-0 | 3-2 | 0-2 | -   | 2-1 | 1-1 | -   | 3-1 | -   | -   | 1-4 | -   | 3-1 | 4-0 | -   |
| FIG | -   | 3-2 | -   | 0-3 | -   | -   | 3-1 | -   | 2-1 | -   | 2-1 | -   | 0-2 | 0-0 | -   | -   | 1-0 | 2-2 | -   | -   | -   | -   | 0-2 | 0-3 | -   | 0-2 |
| FLA | -   | 3-2 | 1-1 | 2-0 | 0-1 | -   | 1-1 | -   | -   | 5-2 | -   | 1-1 | 2-3 | 2-2 | -   | 0-0 | -   | -   | 1-2 | -   | -   | -   | 2-0 | 2-3 | -   | -   |
| FLU | -   | 0-1 | 1-0 | -   | -   | -   | 5-1 | 4-3 | -   | -   | -   | 2-2 | 3-1 | 2-1 | -   | -   | 0-3 | 3-2 | -   | -   | 2-0 | 1-1 | -   | -   | 2-1 | -   |
| GAM | -   | -   | -   | -   | 1-3 | 4-0 | 2-3 | -   | 2-1 | 1-2 | -   | 0-1 | -   | -   | 1-1 | 1-0 | -   | -   | 2-0 | 0-0 | -   | 0-0 | -   | 0-1 | -   | 2-1 |
| GOI | 3-1 | 0-0 | 1-1 | 2-2 | -   | -   | -   | 1-0 | -   | -   | -   | -   | 4-1 | 1-2 | -   | -   | 4-2 | 4-0 | -   | -   | 3-1 | -   | 3-0 | -   | 2-4 | -   |
| GRE | 1-0 | 2-1 | -   | 1-1 | 4-0 | -   | -   | -   | -   | -   | -   | -   | -   | 0-2 | -   | 0-0 | -   | -   | 3-0 | -   | 0-0 | -   | 2-2 | -   | 3-2 | 4-0 |
| GUA | 1-4 | 2-1 | 1-1 | 2-0 | 0-0 | -   | -   | -   | -   | -   | 3-1 | -   | -   | -   | -   | 0-0 | -   | -   | 3-0 | 2-4 | -   | 0-2 | -   | 1-2 | 1-2 | -   |
| INT | -   | -   | 1-0 | -   | -   | 0-1 | 0-1 | 2-4 | 1-3 | 2-2 | -   | 1-2 | 0-1 | -   | -   | -   | 3-2 | 1-2 | -   | 1-0 | -   | 3-0 | -   | 2-2 | -   | -   |
| JUV | 1-0 | -   | 2-1 | -   | 0-1 | 5-3 | -   | 3-2 | -   | 2-0 | -   | 2-1 | -   | -   | 3-2 | -   | -   | -   | 0-0 | 1-0 | 1-1 | 2-1 | -   | -   | 1-0 | -   |
| PAL | 0-4 | -   | 1-2 | 2-1 | -   | 2-2 | -   | -   | 1-1 | -   | 2-2 | -   | 1-1 | 4-2 | -   | 2-2 | -   | -   | 1-0 | -   | 2-1 | -   | 3-2 | 1-1 | -   | -   |
| PAR | -   | 2-2 | -   | 2-0 | -   | -   | 1-1 | -   | 3-0 | -   | 2-1 | -   | 1-1 | 1-2 | -   | 3-1 | 5-1 | -   | -   | -   | -   | -   | 2-1 | 2-3 | -   | 1-0 |
| PAY | 5-2 | -   | 3-2 | -   | 0-1 | 1-1 | -   | 2-1 | -   | 3-2 | -   | 1-2 | -   | -   | 0-2 | -   | -   | 3-1 | -   | 4-3 | 1-2 | 2-1 | -   | -   | 2-0 | -   |
| PON | -   | -   | -   | -   | -   | 2-0 | 2-0 | 3-2 | 3-1 | 2-3 | -   | 3-2 | 1-1 | -   | -   | -   | 2-0 | 1-0 | -   | -   | 0-0 | -   | 0-1 | -   | -   | 1-1 |
| POR | -   | 1-1 | 2-4 | 2-0 | -   | -   | 0-1 | 0-0 | 1-2 | -   | 1-0 | -   | -   | 2-0 | 0-2 | -   | -   | 1-0 | -   | -   | -   | -   | 3-2 | 1-3 | -   | -   |
| SAN | 3-2 | 2-2 | -   | 2-1 | -   | -   | -   | 3-0 | 3-0 | -   | -   | 1-1 | 2-0 | -   | -   | -   | 1-1 | 2-1 | -   | 1-3 | 1-2 | -   | -   | -   | -   | 3-0 |
| SCA | -   | -   | 1-0 | -   | 3-0 | 1-0 | 1-1 | -   | -   | 2-0 | 4-0 | -   | -   | 2-1 | 1-1 | 2-1 | -   | -   | 2-1 | -   | -   | 3-2 | -   | 3-0 | 2-0 | -   |
| SPA | 1-2 | -   | -   | -   | 2-2 | 3-1 | -   | -   | -   | 6-0 | -   | 2-0 | 2-0 | -   | -   | 0-1 | -   | -   | 4-2 | 5-2 | -   | 3-2 | -   | -   | 5-3 | 3-2 |
| VAS | 1-2 | -   | -   | -   | -   | 1-0 | -   | 2-0 | 2-1 | -   | 0-1 | -   | -   | -   | 1-1 | -   | 1-0 | 1-0 | -   | 2-0 | 4-0 | 1-2 | -   | -   | -   | 4-1 |
| VIT | -   | 1-1 | 1-0 | -   | -   | -   | 4-2 | -   | 1-2 | 2-1 | -   | 4-1 | -   | 3-1 | 0-0 | 2-1 | 4-3 | -   | 5-1 | -   | 4-3 | -   | 2-2 | -   | -   | -   |

## Fase final
|  | Quartas de final | Quartas de final | Quartas de final | Quartas de final |             |             | Semifinais | Semifinais | Semifinais |  |        | Final | Final | Final |
|  |                  |                  |                  |                  |             |             |            |            |            |  |        |       |       |       |
|  | 1                | São Paulo        | 1                | 1                |             |             |            |            |            |  |        |       |       |       |
|  | 8                | Santos           | 3                | 2                |             |             |            |            |            |  |        |       |       |       |
|  | 8                | Santos           | 3                | 2                |             | Santos      | 3          | 0          |            |  |        |       |       |       |
|  |                  |                  |                  |                  |             | Santos      | 3          | 0          |            |  |        |       |       |       |
|  |                  | Grêmio           | 0                | 1                |             |             |            |            |            |  |        |       |       |       |
|  | 4                | Grêmio           | 0                | 1                | Juventude   | 0           | 0          |            |            |  |        |       |       |       |
|  | 4                |                  |                  |                  | Juventude   | 0           | 0          |            |            |  |        |       |       |       |
|  | 5                | Grêmio           | 0                | 1                |             |             |            |            |            |  |        |       |       |       |
|  | 5                | Grêmio           | 0                | 1                |             |             |            |            |            |  | Santos | 2     | 3     |       |
|  |                  |                  |                  |                  |             |             |            |            |            |  | Santos | 2     | 3     |       |
|  |                  | Corinthians      | 0                | 2                |             |             |            |            |            |  |        |       |       |       |
|  | 3                | Corinthians      | 0                | 2                | Corinthians | 6           | 2          |            |            |  |        |       |       |       |
|  | 3                |                  |                  |                  | Corinthians | 6           | 2          |            |            |  |        |       |       |       |
|  | 6                | Atlético Mineiro | 2                | 1                |             |             |            |            |            |  |        |       |       |       |
|  | 6                | Atlético Mineiro | 2                | 1                |             | Corinthians | 0          | 3          |            |  |        |       |       |       |
|  |                  |                  |                  |                  |             | Corinthians | 0          | 3          |            |  |        |       |       |       |
|  |                  | Fluminense       | 1                | 2                |             |             |            |            |            |  |        |       |       |       |
|  | 2                | Fluminense       | 1                | 2                | São Caetano | 0           | 2          |            |            |  |        |       |       |       |
|  | 2                |                  |                  |                  | São Caetano | 0           | 2          |            |            |  |        |       |       |       |
|  | 7                | Fluminense       | 3                | 0                |             |             |            |            |            |  |        |       |       |       |
|  | 7                | Fluminense       | 3                | 0                |             |             |            |            |            |  |        |       |       |       |

### Final
Primeiro Jogo
| 8 de dezembro de 2002 | Santos                 | 2 – 0 | Corinthians | Estádio do Morumbi, São Paulo                        |
|                       | Alberto 15' Renato 89' |       |             | Público: 58,534 Árbitro: GO Antônio Pereira da Silva |

Santos: Fábio Costa; Michel, Preto, Alex e Léo; Paulo Almeida, Renato, Elano e Diego; Robinho e Alberto. Técnico: Émerson Leão.
Corinthians: Doni; Rogério, Fábio Luciano, Scheidt e Kléber; Vampeta, Fabrício, Renato Abreu (Leandro) e Deivid (Marcinho); Guilherme e Gil. Técnico: Carlos Alberto Parreira.
Segundo Jogo
| 15 de dezembro de 2002 | Corinthians             | 2 – 3 | Santos                                 | Estádio do Morumbi, São Paulo                    |
|                        | Deivid 75' Anderson 84' |       | Robinho (pen) 37' Elano 88' Léo 90'+2' | Público: 74,592 Árbitro: RS Carlos Eugênio Simon |

Corinthians: Doni; Rogério, Fábio Luciano, Anderson e Kléber; Vampeta, Fabinho (Fabrício), Renato Abreu (Marcinho) e Deivid; Guilherme (Leandro) e Gil. Técnico: Carlos Alberto Parreira.
Santos: Fábio Costa; Maurinho, André Luís, Alex e Léo; Paulo Almeida, Renato, Elano e Diego (Robert, depois Michel); Robinho e William (Alexandre). Técnico: Émerson Leão.

## Classificação Final
| Pos. | Equipes             | P  | J  | V  | E | D  | GP | GC | SG  | %  | Classificação ou rebaixamento                                             |
| ---- | ------------------- | -- | -- | -- | - | -- | -- | -- | --- | -- | ------------------------------------------------------------------------- |
| 1    | Santos              | 54 | 31 | 16 | 6 | 9  | 59 | 41 | +18 | 58 | Fase de grupos da Copa Libertadores de 2003 e Copa Sul-Americana de 20031 |
| 2    | Corinthians         | 52 | 31 | 15 | 7 | 9  | 50 | 46 | +4  | 55 | Fase de grupos da Copa Libertadores de 2003 e Copa Sul-Americana de 20031 |
| 3    | Grêmio              | 48 | 29 | 13 | 9 | 7  | 41 | 32 | +9  | 55 | Fase de grupos da Copa Libertadores de 2003 e Copa Sul-Americana de 20031 |
| 4    | Fluminense          | 46 | 29 | 14 | 4 | 11 | 49 | 51 | –2  | 52 | Copa Sul-Americana de 2003                                                |
| 5    | São Paulo           | 52 | 27 | 16 | 4 | 7  | 59 | 40 | +19 | 64 | Copa Sul-Americana de 2003                                                |
| 6    | São Caetano         | 50 | 27 | 15 | 5 | 7  | 44 | 31 | +13 | 61 | Copa Sul-Americana de 2003                                                |
| 7    | Juventude           | 42 | 27 | 12 | 6 | 9  | 34 | 31 | +3  | 51 |                                                                           |
| 8    | Atlético Mineiro    | 40 | 27 | 12 | 4 | 11 | 52 | 51 | +1  | 49 | Copa Sul-Americana de 20032                                               |
| 9    | Cruzeiro            | 39 | 25 | 11 | 6 | 8  | 40 | 39 | +1  | 52 | Copa Sul-Americana de 20032                                               |
| 10   | Vitória             | 37 | 25 | 11 | 4 | 10 | 46 | 42 | +4  | 49 |                                                                           |
| 11   | Coritiba            | 36 | 25 | 11 | 3 | 11 | 34 | 34 | 0   | 48 |                                                                           |
| 12   | Goiás               | 36 | 25 | 10 | 6 | 9  | 42 | 39 | +3  | 48 |                                                                           |
| 13   | Ponte Preta         | 34 | 25 | 10 | 4 | 11 | 35 | 34 | +1  | 45 |                                                                           |
| 14   | Atlético Paranaense | 34 | 25 | 9  | 7 | 9  | 39 | 33 | +6  | 45 |                                                                           |
| 15   | Vasco da Gama       | 33 | 25 | 10 | 3 | 12 | 37 | 38 | –1  | 44 | Copa Sul-Americana de 20032                                               |
| 16   | Guarani             | 33 | 25 | 9  | 6 | 10 | 32 | 35 | –3  | 44 |                                                                           |
| 17   | Figueirense         | 31 | 25 | 9  | 4 | 12 | 34 | 43 | –9  | 41 |                                                                           |
| 18   | Flamengo            | 30 | 25 | 8  | 6 | 11 | 38 | 39 | –1  | 40 | Copa Sul-Americana de 20032                                               |
| 19   | Bahia               | 30 | 25 | 8  | 6 | 11 | 35 | 38 | –3  | 40 |                                                                           |
| 20   | Paysandu            | 29 | 25 | 9  | 2 | 14 | 35 | 46 | –11 | 38 | Fase de grupos da Copa Libertadores de 20031                              |
| 21   | Internacional       | 29 | 25 | 7  | 8 | 10 | 36 | 37 | –1  | 38 | Copa Sul-Americana de 20032                                               |
| 22   | Paraná              | 28 | 25 | 8  | 4 | 13 | 37 | 42 | –5  | 37 |                                                                           |
| 23   | Portuguesa          | 27 | 25 | 7  | 6 | 12 | 26 | 40 | –14 | 36 | Rebaixados à Série B de 2003                                              |
| 24   | Palmeiras           | 27 | 25 | 6  | 9 | 10 | 37 | 46 | –9  | 36 | Rebaixados à Série B de 2003                                              |
| 25   | Gama                | 25 | 25 | 7  | 4 | 14 | 30 | 39 | –9  | 33 | Rebaixados à Série B de 2003                                              |
| 26   | Botafogo            | 25 | 25 | 6  | 7 | 12 | 24 | 39 | –15 | 33 | Rebaixados à Série B de 2003                                              |

1 O Corinthians e Paysandu já estavam classificados para a Libertadores de 2003 por serem campeões da Copa do Brasil de 2002 e da Copa dos Campeões de 2002, respectivamente.

2 Classificados para a Sul-Americana de 2003 pelo Ranking da CONMEBOL (inclusive o rebaixado Palmeiras).

### Caso Wendell
Wendell foi um meio-campista que supostamente atuou de forma irregular pelo Flamengo em 2 partidas - ele entrou em campo no empate contra o Bahia (1 a 1), em 02/10/2002 e na derrota para o São Paulo (2 a 3), em 05/10/2002. 
A suposta irregularidade se deu pois Wendell jogou no Ceará no primeiro semestre de 2002, rescindiu o contrato e assinou com o Atlético Cearense, que o emprestou ao Flamengo. A suspeita era de uma suposta falsificação de assinatura no documento da rescisão, o que invalidaria a negociação e, consequentemente, a posterior transferência para o Flamengo. 
Emerson Damasceno, advogado do Ceará e primo de João Paulo, garante não ter havido irregularidade: “A assinatura da rescisão é de João Paulo Damasceno e não houve falsificação. Ele tinha uma procuração concedida pelo jogador que lhe dava poderes especiais para, inclusive, assinar rescisão de contrato”.
Damasceno explicou que foi feita uma consulta ao chefe do departamento jurídico da Federação Cearense, Mauro Carmélio, que autorizou o procedimento com base em uma Resolução de Diretoria (RDI) da CBF.
“Não há irregularidade alguma. A RDI diz que o advogado poderia atuar como procurador e a procuração dada pelo atleta dá condição a ele de assinar a rescisão”, disse Carmélio em entrevista ao jornal O Povo.
Meses depois do caso vir a tona, o próprio jogador confirmou que as pessoas que assinaram o documento em seu nome não tinham autorização para tal, mas confessou também que quando saiu do Ceará, havia assinado uma porção de documentos e pensou que um deles era a rescisão.
De acordo com a Federação Cearense de Futebol, o acordo foi considerado válido porque uma portaria da CBF permite que parentes de primeiro grau e advogados registrados possam assinar no lugar dos jogadores. Conforme o diretor-jurídico da CBF, Luiz Gustavo, a entidade forneceu o registro para o atleta e atestou sua negociação, não havendo, portanto, nenhuma irregularidade. Além disso, esta suposta irregularidade, porém, só teria sido descoberta pelos clubes interessados findado o prazo para entrar com a denúncia (a denúncia sobre o caso Wendell teria partido do Palmeiras, que só descobriu a "irregularidade" quando o campeonato terminou, 2 meses depois).
Outra questão a se observar é que, conforme o regulamento da competição, a pena prevista no artigo era "não obtenção, na partida, de ponto algum qualquer que seja o resultado [para o clube que cometeu a irregularidade], sendo que o adversário será adjudicado com o número de pontos que o regulamento da competição determina em caso de vitória [três]". Com isso, a punição para o Flamengo seria a perda de apenas um ponto (conquistado no empate com o Bahia), o que manteria o clube na Série A do ano seguinte.

## Premiação
| Campeonato Brasileiro de Futebol de 2002 |
| São Paulo                                |
| ---------------------------------------- |
| Santos Futebol Clube Campeão (7° título) |

## Estatísticas

### Artilharia
| Gols | Jogador       | Time             |
| ---- | ------------- | ---------------- |
| 19   | Rodrigo Fabri | Grêmio           |
| 19   | Luís Fabiano  | São Paulo        |
| 17   | Dimba         | Gama             |
| 16   | Romário       | Fluminense       |
| 15   | Mancini       | Atlético Mineiro |
| 15   | Ramón         | Vasco da Gama    |
| 14   | Liédson       | Flamengo         |
| 14   | Maurílio      | Paraná           |